# A rock star bucks a coffee shop
A rock star bucks a coffee shop is een protestlied van Neil Young. Het is afkomstig van zijn album The Monsanto years dat hij 29 juni 2015 uitbracht met zijn begeleidingsband Promise of the Real. In deze band spelen onder meer twee zoons van countryzanger Willie Nelson. De videoclip verscheen een maand eerder. In het lied richt Young zich tegen de lobby rondom gen-gemodificeerde organismes (gmo's) van Monsanto en de steun daarvoor van Starbucks.

## Thema
The Monsanto years is een conceptalbum dat geheel in dat teken staat van Youngs protest tegen gen-gemodificeerd voedsel van het Amerikaanse bedrijf Monsanto.
Met dit protestlied richt hij zich daarnaast op Starbucks, een internationale keten van koffiehuizen. Young beschuldigt Starbucks met Monsanto te lobbyen tegen wetgeving in Vermont om het labelen van voedsel met gen-gemodificeerde ingrediënten te verplichten. Young zingt hierover: I want a cup of coffee but I don't want a gmo.
De steun van Starbucks zou verlopen via hun lidmaatschap van de Grocery Manufacturers Association. Een jaar eerder schreef Young over deze organisatie dat hij het verbazingwekkend vond, dat dat verbond labeling vindt indruisen tegen de vrijheid van meningsuiting. Ook riep hij in november 2014 al eens op om Starbucks te boycotten. Starbucks heeft laten weten de rechtszaak van de GMA niet te steunen en in dit vraagstuk niet samen te werken met Monsanto.